# Фарид Мансуров
Фарид Мансуров (Дманиси, 10. мај 1982) је азербејџански рвач грчко-римским стилом, и олимпијски победник. На Светском првенству 2002. освојио је сребрну медаљу, а на Олимпијским играма 2004. златну. Светски првак постао је 2007, на Олимпијским играма 2008. заузео је деветнаесто место, а 2009. је освојио још једно злато на Светском првенству. Каријеру је завршио 2010.